# 一柳宏之
一柳 宏之（いちやなぎ ひろゆき、1971年3月16日 - ）は、日本の漫画家、元ゲームクリエイター。妻は漫画家の椎原かっぱ（椎原でぃせあ）。
ネット上でのハンドルネーム及び漫画家としての名義はROBIN。由来はロビン・ザンダー。

## 経歴
神奈川県平塚市出身。法政大学卒業後、1994年にナムコ入社。プランナーなどを経て、2000年代以降はエースコンバットシリーズのプロデューサーを務めた。
2011年に同シリーズの更なる発展を期し、システムや設定を大幅に変更した「エースコンバット アサルト・ホライゾン」の製作で陣頭指揮を執ったが、激務がたたり体を壊すことになり、制作半ばで現場から離脱。翌2012年3月にバンダイナムコゲームスから退職した。
漫画家としては、元々趣味で漫画を描いていたといい、1998年9月にウルティマオンラインにはまった際に、ウルティマオンラインの漫画を執筆。漫画を読んだ友人の勧めで、その友人のホームページで公開した後、翌月には個人サイト「ROBINのまんがコーナー」を立ち上げた。ウルティマオンラインでの実体験を元にした4コマ漫画「BRITANNIAの勇者達」は日本のウルティマオンライン業界では高い評価を受け、ウルティマオンライン ザ・セカンド エイジのβテストの際には招聘される形で参加。その後も雑誌やガイドブックで初心者向けの解説まんがを執筆し、当時のウルティマオンラインファンには高い知名度を誇っていた。
プロデューサー時代は作品の発表が激減していたが、体を壊した時期から再び個人サイトにて療養を兼ねオリジナル漫画を執筆し始めた。2013年からは漫画家として本格的に活動を開始している。

## ゲーム作品
- スーパーファミリーゲレンデ (1995年) - サブプランナー
- 風のクロノア door to phantomile (1997年) - サブプランナー
- 風のクロノア ムーンライトミュージアム (1999年) - メインプランナー
- エースコンバット04 シャッタードスカイ (2001年) - ディレクター
- エースコンバット5 ジ・アンサング・ウォー (2004年) - プロデューサー
- エースコンバット・ゼロ ザ・ベルカン・ウォー (2006年) - プロデューサー
- エースコンバットX スカイズ・オブ・デセプション (2006年) - プロデューサー
- エースコンバット6 解放への戦火 (2007年) - プロデューサー
- エースコンバット アサルト・ホライゾン (2011年) - 基本ゲームシステム原案・プロデューサー
- エースコンバット3D クロスランブル (2012年) - アドバイザー

## 主な漫画作品
- BRITANNIAの勇者達シリーズ（1998年-2001年） - ウルティマオンライン漫画
- オンラインプレイヤーズ!!（2001年-2003年）
- パズドラ冒険4コマ パズドラま！（2013年-） - パズル&ドラゴンズ漫画